# 凱恩 (伊利諾伊州)
凱恩（英語：Kane）是位於美國伊利諾伊州格林縣的一個村落。

## 地理
凱恩的座標為39°11′26″N 90°21′09″W / 39.19056°N 90.35250°W，而該地最高點為海拔高度171米（即561英尺）。

## 人口
根據2010年美國人口普查的數據，凱恩的面積為1.41平方千米，當中陸地面積為1.41平方千米，而水域面積為0.00平方千米。當地共有人口438人，而人口密度為每平方千米310人。